# Investor
Investor Aktiebolag är ett svenskt investmentbolag som bildades 1916 och som allt sedan starten kontrolleras av familjen Wallenberg genom de så kallade Wallenbergstiftelserna som är huvudägare i företaget. Bolaget förvaltar röststarka aktier i framförallt svenska företag. Investor har 105 (2024) anställda med huvudkontor på Arsenalsgatan 8C i Stockholm och kontor i Amsterdam, Peking, Hongkong, Menlo Park (i Kalifornien), New York och Tokyo. Bolaget är noterat på Nasdaq Stockholms storbolagslista.

## Historia
Investor grundades 1916 som en avknoppning från Stockholms Enskilda Bank och börsintroducerades redan efterföljande år. I den ursprungliga portföljen hade Investor innehav i företag som AB Scania-Vabis och AB Diesels Motorer. Under 1920-talet var Investor, med Jacob Wallenberg i spetsen, med och omstrukturerade Astra vilket även det skulle visa sig bli ett långvarigt intresse. Kreugerkraschen, i början av 1930-talet, ledde till att Investor tog över Ivar Kreugers intressen i en rad bolag, såsom Ericsson, SKF och STAB. Efter andra världskriget etablerade företaget vad som kom att bli långsiktiga innehav i bolag som Separator, ASEA, Stora Kopparberg, Kopparberg-Hofors och Wifstavarf. Portföljen utökades genom bland annat inköp i Electrolux, 1956, och en rad fusioner och avknoppningar blev också verklighet.

## Investeringar
Investor delar upp sina investeringar i noterade bolag, helägda dotterbolag och andra i noterade investeringar i Patricia Industries och investeringar i EQT. I mars 2021 var dessa investeringar som följer i underavsnitten.